# Zygaena

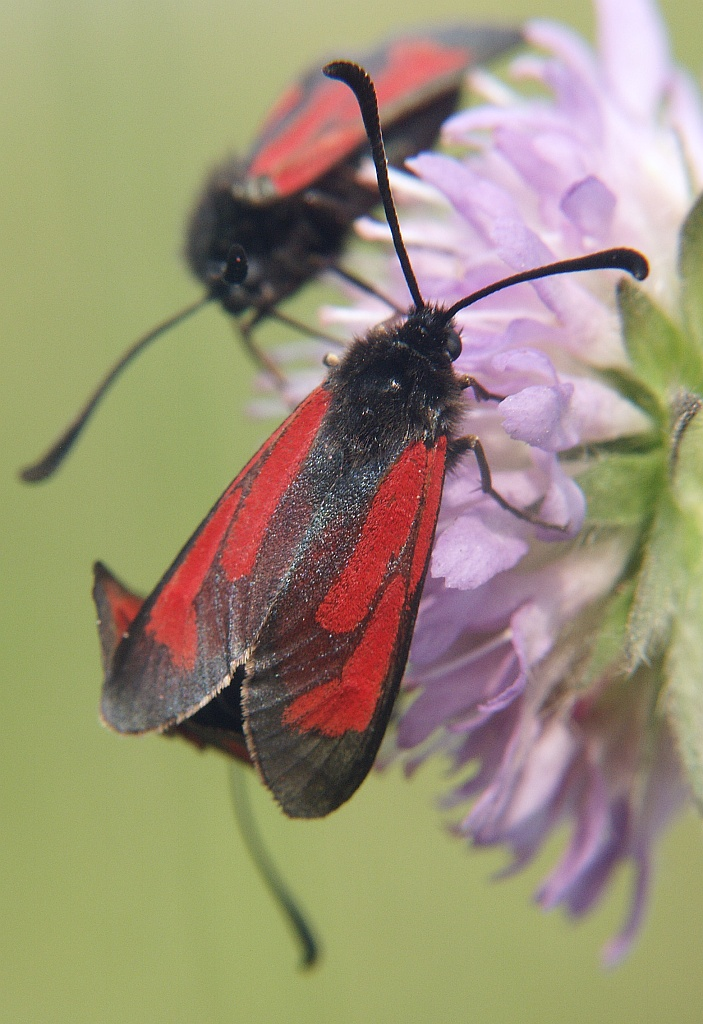
Zygaena (Mesembrynus) minos

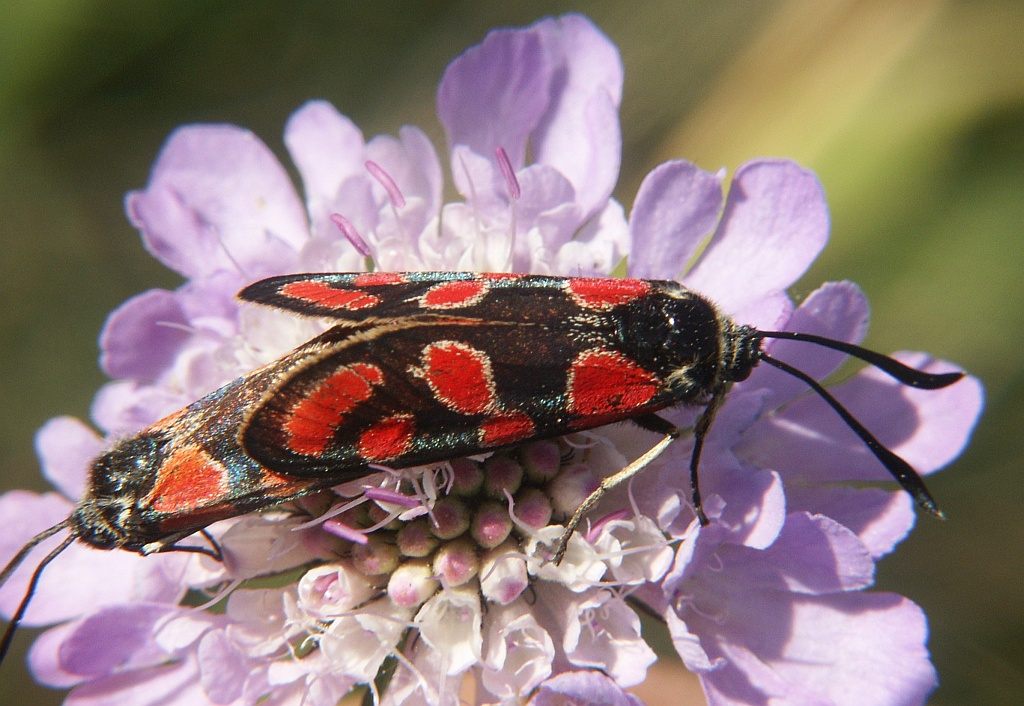
Zygaena (Agrumenia) carniolica

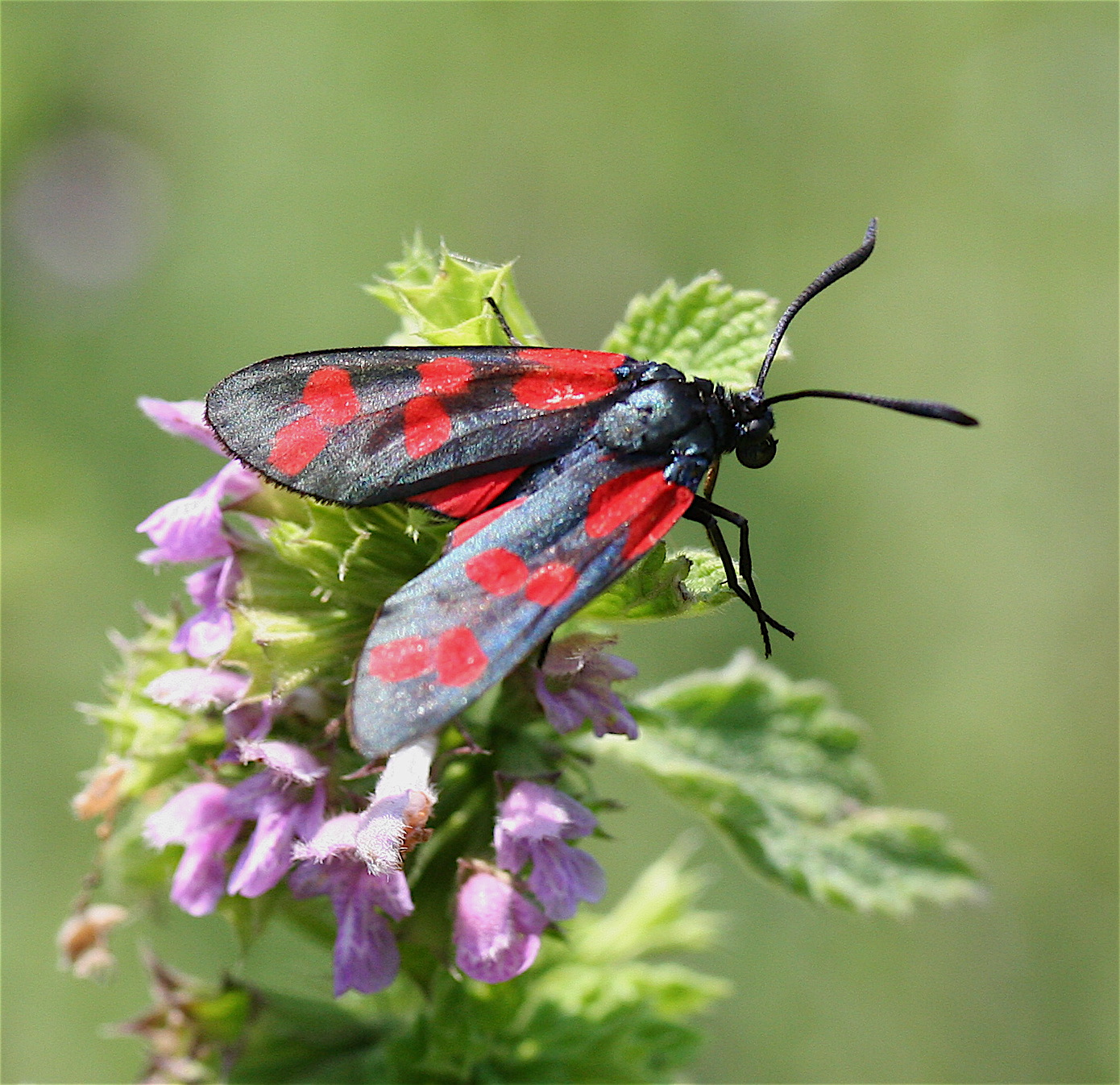
Zygaena (Zygaena) filipendulae

Zygaena Fabricius, 1775, è un  genere di lepidotteri appartenente alla famiglia Zygaenidae.

È l'unico genere paleartico della sottofamiglia delle Zygaeninae e comprende 96 specie. Altri 8 generi, ritenuti più primitivi e costituiti in tutto da 23 specie, sono diffusi nella regione afrotropicale ed in quella orientale.

## Elenco delle specie

### SottogenereMesembrynusHübner, 1819
| - Zygaena alpherakyi Sheljuzhko, 1936. - Zygaena aurata Blachier, 1905. - Zygaena brizae Esper, 1800. Presente anche in Italia. - Zygaena cambysea Lederer, 1870. - Zygaena centaureae Fischer von Waldheim, 1832. Presente in Europa. - Zygaena contaminei Hübner, 1790. Presente in Europa. - Zygaena corsica Boisduval, 1828. Presente anche in Italia. - Zygaena cuvieri Boisduval, 1828. - Zygaena cynarae Esper, 1789. Presente anche in Italia. - Zygaena erythrus Hübner, 1806. Presente anche in Italia. - Zygaena favonia Freyer, 1845. - Zygaena graslini Lederer, 1855. - Zygaena haematina Kollar, 1849. - Zygaena hindukushi Koch, 1937. - Zygaena laeta Hübner, 1790. Presente in Europa. | - Zygaena loyselis Oberthür, 1876. - Zygaena lydia Staudinger, 1887. - Zygaena manlia Lederer, 1869. - Zygaena minos Denis e Schiffermüller, 1775. Presente anche in Italia. - Zygaena punctum Hübner, 1790. Presente anche in Italia. - Zygaena purpuralis Brünnich, 1763. Presente anche in Italia. - Zygaena rubicundus Hübner, 1817. Presente anche in Italia. - Zygaena rubricollis Hampson, 1900. - Zygaena sarpedon Hübner, 1790. Presente anche in Italia. - Zygaena seitzi Reiss, 1938. - Zygaena speciosa Reiss, 1937. - Zygaena tamara Christoph, 1889. - Zygaena wyatti Reiss e Schulte, 1961. - Zygaena zuleima Pierret, 1837. |

### SottogenereAgrumeniaHübner, 1819
| - Zygaena algira Boisduval, 1834. - Zygaena alluaudi Oberthür, 1922. - Zygaena beatrix Przegendza, 1932. - Zygaena carniolica Scopoli, 1763. Presente anche in Italia. - Zygaena excelsa Rothschild, 1917. - Zygaena fausta Linnaeus, 1767. Presente anche in Italia. - Zygaena felix Oberthür, 1876. - Zygaena formosa Herrich-Schäffer, 1852. - Zygaena fraxini Ménétriès, 1832. - Zygaena haberhaueri Staudinger, 1879. - Zygaena hilaris Ochsenheimer, 1808. Presente anche in Italia. - Zygaena johannae Le Cerf, 1923. | - Zygaena marcuna Oberthür, 1888. - Zygaena maroccana Rothschild, 1917. - Zygaena occitanica Villers, 1789. Presente anche in Italia. - Zygaena olivieri Boisduval, 1828. - Zygaena orana Duponchel, 1835. Presente anche in Italia. - Zygaena peschmerga Eckweiler & Görgner, 1981. - Zygaena rosinae Korb, 1902. - Zygaena sedi Fabricius, 1787. Presente in Europa. - Zygaena tremewani Hofmann e G. Reiss, 1983. - Zygaena truchmena Eversmann, 1854. - Zygaena youngi Rothschild, 1926. |

### SottogenereZygaenaFabricius, 1775
| - Zygaena angelicae Ochsenheimer, 1808. Presente anche in Slovenia, vicino al confine italiano. - Zygaena anthyllidis Burgeff, 1926. Presente in Europa. - Zygaena armena Eversmann, 1851. - Zygaena christa Reiss e Schulte, 1967. - Zygaena dorycnii Ochsenheimer, 1808. Presente in Europa. - Zygaena ephialtes Linnaeus, 1767. Presente anche in Italia. - Zygaena exulans Hohenwarth, 1792. Presente anche in Italia. - Zygaena filipendulae Linnaeus, 1758. Presente anche in Italia. - Zygaena ignifera Burgeff, 1926. Presente in Europa. - Zygaena lavandulae Esper, 1783. Presente anche in Italia. - Zygaena lonicerae Scheven, 1777. Presente anche in Italia. - Zygaena loti Denis e Schiffermüller, 1775. Presente anche in Italia. | - Zygaena mana Kirby, 1892. - Zygaena nevadensis Hohenwarth, 1792. Presente anche in Francia, vicino al confine italiano. - Zygaena osterodensis Reiss, 1921. Presente anche in Italia. - Zygaena oxytropis Burgeff, 1926. Presente anche in Italia. - Zygaena persephone Zerny, 1934. - Zygaena problematica Naumann, 1966. - Zygaena rhadamanthus Esper, 1789. Presente anche in Italia. - Zygaena romeo Duponchel, 1835. Presente anche in Italia. - Zygaena theryi Joannis, 1908. - Zygaena transalpina Esper, 1780. Presente anche in Italia. - Zygaena trifolii Esper, 1783. Presente anche in Italia. - Zygaena viciae Denis e Schiffermüller, 1775. Presente anche in Italia. |

### Incertae sedis
| - Zygaena afghana Brandt, 1947. - Zygaena chirazica Reiss, 1938. - Zygaena cocandica Erschoff, 1874. - Zygaena ecki Christoph, 1882. - Zygaena escalerai. - Zygaena magiana Staudinger, 1889. | - Zygaena niphona Butler, 1877. - Zygaena separata. - Zygaena sogdiana Erschoff, 1874. - Zygaena storaiae. - Zygaena transpamirica. |